# Caroline Bonaparte
Marie-Annonciade-Caroline Bonaparte eredeti olasz nevén Maria Nunziata Carolina Buonaparte (Ajaccio, 1782. március 25. – Firenze, 1839. május 18.); Napóleon legfiatalabb húga, Joachim Murat marsall felesége, ennek révén Nápoly királynéja (1808-1815).

## Élete
1800-ban feleségül ment Joachim Murat tábornokhoz. Az asszony becsvágyó és ármánykodó természetének köszönhetően lett férje Párizs kormányzója, Franciaország marsallja (1804), Berg és Kleve nagyhercege (1806), a császár helytartója Spanyolországban (1803) és a Nápolyi Királyság uralkodója (1808). Napóleonhoz fűződő viszonya feszültté vált, mivel akkor is támogatta férjét, Murat marsallt, amikor az 1814-1815-ben alattvalói hűségének ingatagságáról tett tanúbizonyságot. Ez vezetett végül Murat bukásához és kivégzéséhez 1815-ben. Ezután Caroline Triesztbe menekült és felvette a Lipona grófnője címet.